# Národní park Slovenský kras
Národní park Slovenský kras se nachází ve východní části Slovenska při hranicích s Maďarskem. Byl vyhlášen na části geomorfologického celku Slovenský kras, rozsáhlého krasového území, na které za maďarskými hranicemi navazuje Aggtelecký kras s národním parkem Aggtelek. Jeho rozloha je 34 611,08 ha, ochranné pásmo zahrnuje dalších 11 741,57 ha. Národní park zasahuje na území okresů Rožňava a Košice-okolí. 78 % území pokrývají lesy. Je zde několik evropsky významných lokalit (slovensky územie európskeho významu); v jedné lokalitě se jedná o medvěda hnědého.

## Historie ochrany území
Předchůdcem národní parku byla chráněná krajinná oblast vyhlášená 31. srpna 1973. Dne 1. března 1977 se Slovenský kras stal první biosférickou rezervací UNESCO na území dnešního Slovenska. V roce 1995 byly vybrané části krasového území na slovenské a maďarské straně zapsány na seznam světového přírodního dědictví UNESCO pod názvem Jeskyně Aggteleckého a Slovenského krasu. Národní park potom vznikl 13. února 2002.

## Chráněné ptačí území Slovenský kras
Bylo vyhlášené v roce 2010 na ochranu biotopů 25 druhů ptáků, a to na rozloze 43 860,24 ha.

## Jeskyně
Jeskynní systém Skalistý potok o délce 5689 m s převýšením 317 m je považován za nejdelší a nejhlubší jeskyni Slovenského krasu. Rozsáhlá je též jeskyně Domica o délce 5140 m, která spolu s jeskyní Baradla na maďarské straně tvoří souvislý jeskynní systém o délce 21 km. Silická ľadnica je s nadmořskou výškou 503 m nejníže položenou ledovou jeskyní na světě.